# Marguerite-Louise Couperin
Marguerite-Louise Couperin (zwischen 1675 und 1679 in Paris – 30. Mai 1728 in Versailles) war eine französische Sängerin (der Stimmlage Sopran) und Cembalistin. Sie entstammte der berühmten Musikerfamilie Couperin.

## Leben und Werk
Marguerite-Louise Couperin war die Tochter von François I. Couperin (1631–1701), auch genannt „l’ainé“ (der Ältere). Ihr Bruder Nicolas (1680–1748) war – wie schon zuvor der Onkel Louis Couperin – Organist der Pfarrkirche St-Gervais-St-Protais im 4. Arrondissement von Paris.
Ihr Gesangslehrer war der Komponist Jean-Baptiste Moreau (1656–1733). Ihr Cousin François Couperin, der berühmteste Komponist der Familie, setzte sie mehrfach in seinen geistlichen Vokalwerken ein. Die für sie geschriebenen Sopranpartien sind ungewöhnlich hoch und bedürfen hoher Intonationssicherheit. Obwohl Frauen in der Chapelle royale nicht als Sängerinnen zugelassen waren und dort Kastraten und Falsettsänger für die hohen Partien eingesetzt wurden, wurde für Marguerite-Louise Couperin aufgrund ihres Ausnahmetalents eine Sonderbewilligung erteilt.

## Resonanz
Der Chronist Évrard Titon du Tillet beschrieb sie 1732 in Le Parnasse françois als „eine der berühmtesten Musikerinnen unserer Zeit, die mit bewundernswertem Geschmack sang und das Cembalo perfekt spielte.“
Marguerite-Louise Couperin zählt zu den 999 Frauen, die von Judy Chicago 1979 für die Bodenfliesen ihres Kunstwerks The Dinner Party ausgewählt wurden, womit sie zusammen mit den Frauen symbolisch „unser Kulturerbe“ verkörpert. Ihr Name ist dort verknüpft mit dem Gedeck der Komponistin, Dirigentin und Suffragette Ethel Smyth.